# Ланківщина
Ланківщина (біл. вёска Ланкаўшчына) — село в складі Борисовського району Мінської області, Білорусь. Село підпорядковане Неманицькій сільській раді, розташоване в північно-східній частині області.